# 艾兰湖 (马尼托巴省)
艾兰湖（Island Lake）位于加拿大马尼托巴省中东部，湖泊长88公里，宽32公里，面积1222平方公里。湖岸线曲折，湖中多岛屿。湖泊属于哈得孙湾水系，有多条入湖河流，湖水经 Island Lake River 从北部流出汇入古斯湖。
1824年哈德逊湾公司曾在此设立一所邮局。20世纪20年代在该地区发现了金矿。